# Luigi Padovese
Luigi Padovese (n. 31. Martie 1947 în Milano, Italia; † 3 iunie 2010 în İskenderun, Turcia) a fost un episcop romano-catolic și vicarul apostolic al Anatoliei. Luigi Padovese a fost asasinat de șoferul său în Turcia.

## Scrieri
- Lo scandalo della croce: La polemica anticristiana nei primi secoli (Collana Contributi teologici), Dehoniane 1988, ISBN 88-396-0263-1
- Introduzione alla teologia patristica (Introduzione alle discipline teologiche), Piemme 1992, ISBN 88-384-1784-9
- Paolo di Tarso. Archeologia - Storia - Ricezione, Effatà Editrice 2009, ISBN 978-88-7402-556-5